# Jan Dvořák (lékař)
Jan Dvořák (13. května 1849 Pohoří – 13. prosince 1916 Praha) byl český lékař a politik, počátkem 20. století ředitel Zemské porodnice v Praze, poslanec Českého zemského sněmu a Říšské rady.

## Životopis
Základní školu vychodil v rodném Pohoří, pak vystudoval nižší gymnázium v Rychnově nad Kněžnou a Akademické gymnázium v Praze. Zde odmaturoval 12. července 1870. Studoval Karlo-Ferdinandovu univerzitu v Praze, kde roku 1876 získal titul doktora všeobecného lékařství. V období let 1876–1878 působil jako druhý asistent na 1. porodnické klinice pro lékaře. V letech 1878–1880 byl asistentem porodnické kliniky pro porodnické báby. Získal další lékařské vzdělání ve Vídni, Berlíně, Drážďanech a Mnichově.
Roku 1880 se stal sekundářem v nemocnici v Opočně, kde později působil jako praktický lékař. Společně s primářem Teunerem založili Spolek lékařů v severovýchodních Čechách se sídlem v Hradci Králové. V letech 1896–1897 byl i publicisticky činný, když společně s opočenským sokolským předákem Podstráneckým vydávali list Posel od pomezi kladského, později v období let 1898–1899 Rozhledy lidové. Publikoval i naučné studie o veřejném zdravotnictví a hygienické osvětě. V oblasti zdravotní osvěty byl jeho regionálním spolupracovníkem i lékař MUDr. Antonín Čapek z Úpice, otec bratří Čapků. Podílel se na zřízení Albertina v Žamberku. Udržoval kontakty s Eliškou Krásnohorskou, se kterou veřejně vystupoval za práva žen na vysokoškolské studium. Díky jeho iniciativě směly od roku 1900 ženy oficiálně studovat medicínu na univerzitě.
Byl aktivní i v politice. Roku 1887 byl zvolen do okresního zastupitelstva, roku 1889 usedl do okresního výboru a téhož roku byl potvrzen coby okresní starosta v Opočně. Od roku 1889 byl také mladočeským poslancem Českého zemského sněmu za venkovské obce okresu Nové Město nad Metují. Mandát zde obhájil v zemských volbách roku 1895.
Ve volbách roku 1891 se stal i poslancem Říšské rady (celostátní zákonodárný sbor), kde zastupoval kurii venkovských obcí, obvod Hradec Králové, Jaroměř atd. Mandát obhájil za stejný okrsek i ve volbách roku 1897. Ve volbách roku 1901 zvolen nebyl, ale do vídeňského parlamentu usedl dodatečně 16. října 1902 po doplňovacích volbách místo poslance Ignáta Hořici za městskou kurii v obvodu Příbram, Březové Hory, Hořovice. V roce 1902 se uvádí jako mladočeský kandidát. V parlamentu setrval jen do 8. března 1904, kdy byla na schůzi sněmovny oznámena jeho rezignace. Nahradil ho pak Ladislav Klumpar.
V letech 1903–1916 zastával funkci ředitele Zemské porodnice v Praze.
V roce 1892 mu bylo uděleno čestné občanství města Opočna.